# Johan Forssell (företagsledare)
Johan Patrik Lennart Forssell, född 7 februari 1971 i Täby församling i Stockholms län, är en svensk civilekonom och tidigare VD och koncernchef för Investor.
Forssell utbildades till civilekonom vid Handelshögskolan i Stockholm och anställdes 1995 i Investor, där han blev ledamot av ledningsgruppen 2006. I maj 2015 efterträdde han Börje Ekholm som VD. Forssell ansvarar för Investors börsintroducerade innehav. Johan Forssell lämnade uppdraget som vd och koncernchef vid Investors årsstämma i maj 2024 för att på konsultbasis arbeta som industriell rådgivare åt Investor och fokusera på styrelsearbete.
I december 2020 invaldes Forssell som ledamot i Kungl. Ingenjörsvetenskapsakademien IVA.